# Gaultheria cardiosepala
Gaultheria cardiosepala är en ljungväxtart som beskrevs av Hand.-mazz. Gaultheria cardiosepala ingår i släktet Gaultheria och familjen ljungväxter. Inga underarter finns listade i Catalogue of Life.